# Saltos ornamentais no Campeonato Mundial de Esportes Aquáticos de 2009 - Plataforma 10 m sincronizado masculino
A prova de plataforma 10m sincronizado masculino dos saltos ornamentais no Campeonato Mundial de Esportes Aquáticos de 2009 foi realizada entre os dias 24 e 25 de julho no Stadio del Nuoto em Roma.

## Calendário
| Fase         | Data     |
| ------------ | -------- |
| Eliminatória | 24/julho |
| Final        | 25/julho |

## Medalhistas
| Ouro                        | Prata                                          | Bronze                                |
| China · Huo Liang · Lin Yue | Estados Unidos · David Boudia · Thomas Finchum | Cuba · José Guerra · Jeinkler Aguirre |

## Resultados
| Pos. | Atleta                                  | Atleta         | Pontos |
| ---- | --------------------------------------- | -------------- | ------ |
| 1    | Huo Liang Lin Yue                       | China          | 480.06 |
| 2    | Patrick Hausding Sascha Klein           | Alemanha       | 447.24 |
| 3    | José Guerra Jeinkler Aguirre            | Cuba           | 427.38 |
| 4    | David Boudia Thomas Finchum             | Estados Unidos | 426.54 |
| 5    | Riley McCormick Reuben Ross             | Canadá         | 423.72 |
| 6    | Iván García Germán Sánchez              | México         | 407.28 |
| 7    | Victor Minibaev Ilya Zakharov           | Rússia         | 405.51 |
| 8    | Vadim Kaptur Aliaksandr Varlamau        | Bielorrússia   | 404.07 |
| 9    | Oleksandr Bondar Oleksandr Gorshkovozov | Ucrânia        | 397.62 |
| 10   | Max Brick Tom Daley                     | Reino Unido    | 396.36 |
| 11   | Andrea Chiarabini Francesco Dell'Uomo   | Itália         | 386.61 |
| 12   | Kwon Kyung-Min Cho Kwan-Hoon            | Coreia do Sul  | 362.46 |
| 13   | Rui Marinho Hugo Parisi                 | Brasil         | 356.01 |
| 14   | Edickson Contreras Enrique Rojas        | Venezuela      | 338.91 |

| Pos.              | Atleta                                  | Atleta         | Pontos |
| ----------------- | --------------------------------------- | -------------- | ------ |
| Medalha de ouro   | Huo Liang Lin Yue                       | China          | 482.58 |
| Medalha de prata  | David Boudia Thomas Finchum             | Estados Unidos | 456.84 |
| Medalha de bronze | José Guerra Jeinkler Aguirre            | Cuba           | 456.60 |
| 4                 | Patrick Hausding Sascha Klein           | Alemanha       | 455.76 |
| 5                 | Andrea Chiarabini Francesco Dell'Uomo   | Itália         | 411.03 |
| 6                 | Kwon Kyung-Min Cho Kwan-Hoon            | Coreia do Sul  | 408.84 |
| 7                 | Riley McCormick Reuben Ross             | Canadá         | 406.98 |
| 8                 | Iván García Germán Sánchez              | México         | 400.83 |
| 9                 | Max Brick Tom Daley                     | Reino Unido    | 390.36 |
| 10                | Victor Minibaev Ilya Zakharov           | Rússia         | 389.91 |
| 11                | Vadim Kaptur Aliaksandr Varlamau        | Bielorrússia   | 385.77 |
| 12                | Oleksandr Bondar Oleksandr Gorshkovozov | Ucrânia        | 384.87 |